# Cuenca de Campos
Cuenca de Campos es un municipio y localidad española de la provincia de Valladolid, en la comunidad autónoma de Castilla y León. Se encuentra en la comarca de Tierra de Campos y cuenta con una población de 192 habitantes (INE 2024). Localidad situada en el Camino de Santiago de Madrid.

## Historia
Hay varias teorías sobre los orígenes del nombre del pueblo: unos consideran que Cuenca de Campos viene de los vacceos, de Cancia, mientras que otros consideran que el nombre proviene de su posición topográfica, en una pequeña hondonada.

## Geografía humana

### Demografía
Cuenta con una población de 192 habitantes (INE 2024).
| Gráfica de evolución demográfica de Cuenca de Campos entre 1828 y 2021 |
| |
| Población según el Diccionario geográfico-estadístico de España y Portugal de Sebastián Miñano. Población de derecho según los censos de población del INE. Población de hecho según los censos de población del INE. |

### Economía

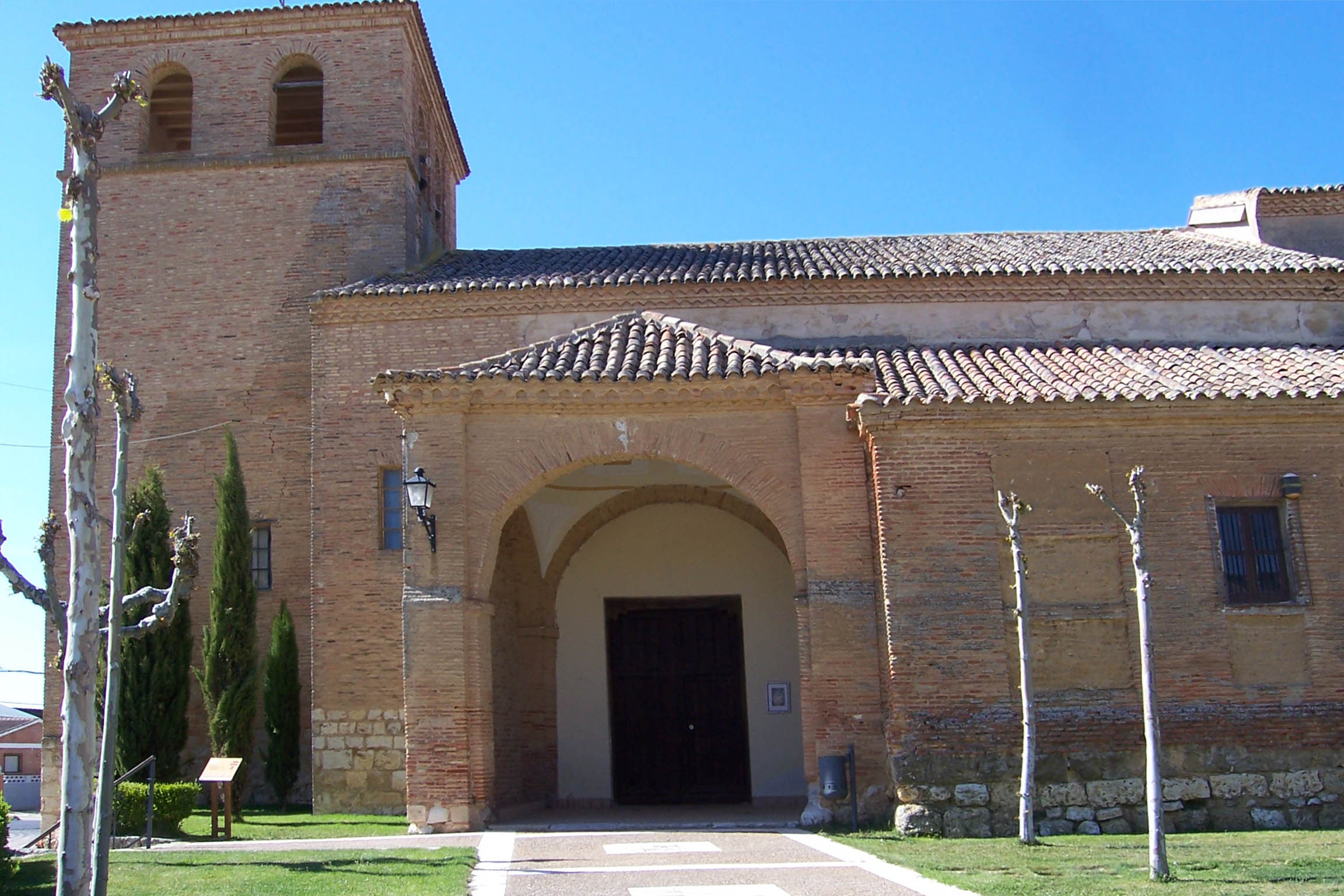
Iglesia de San Justo

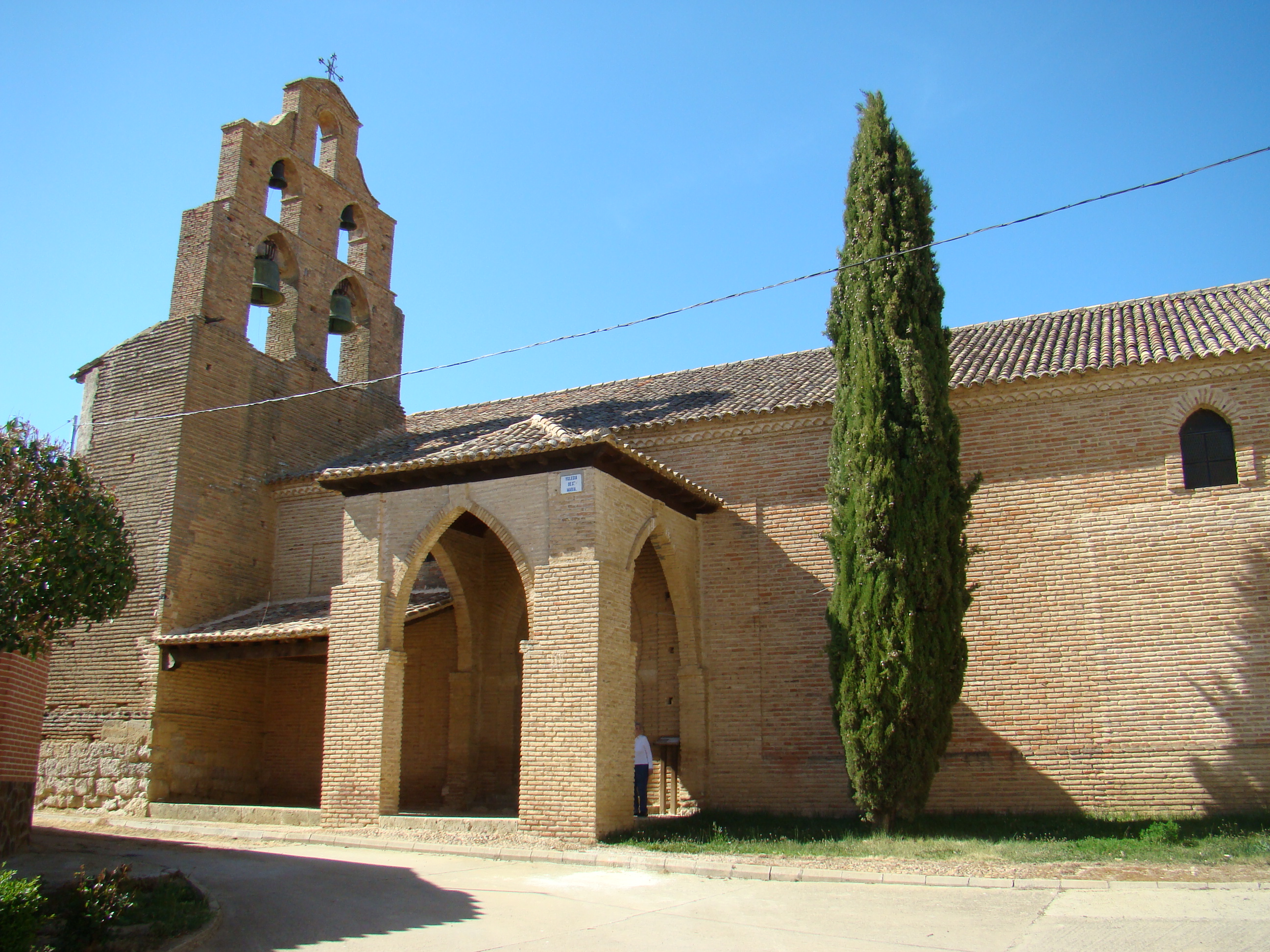
Iglesia de Santa María del Castillo

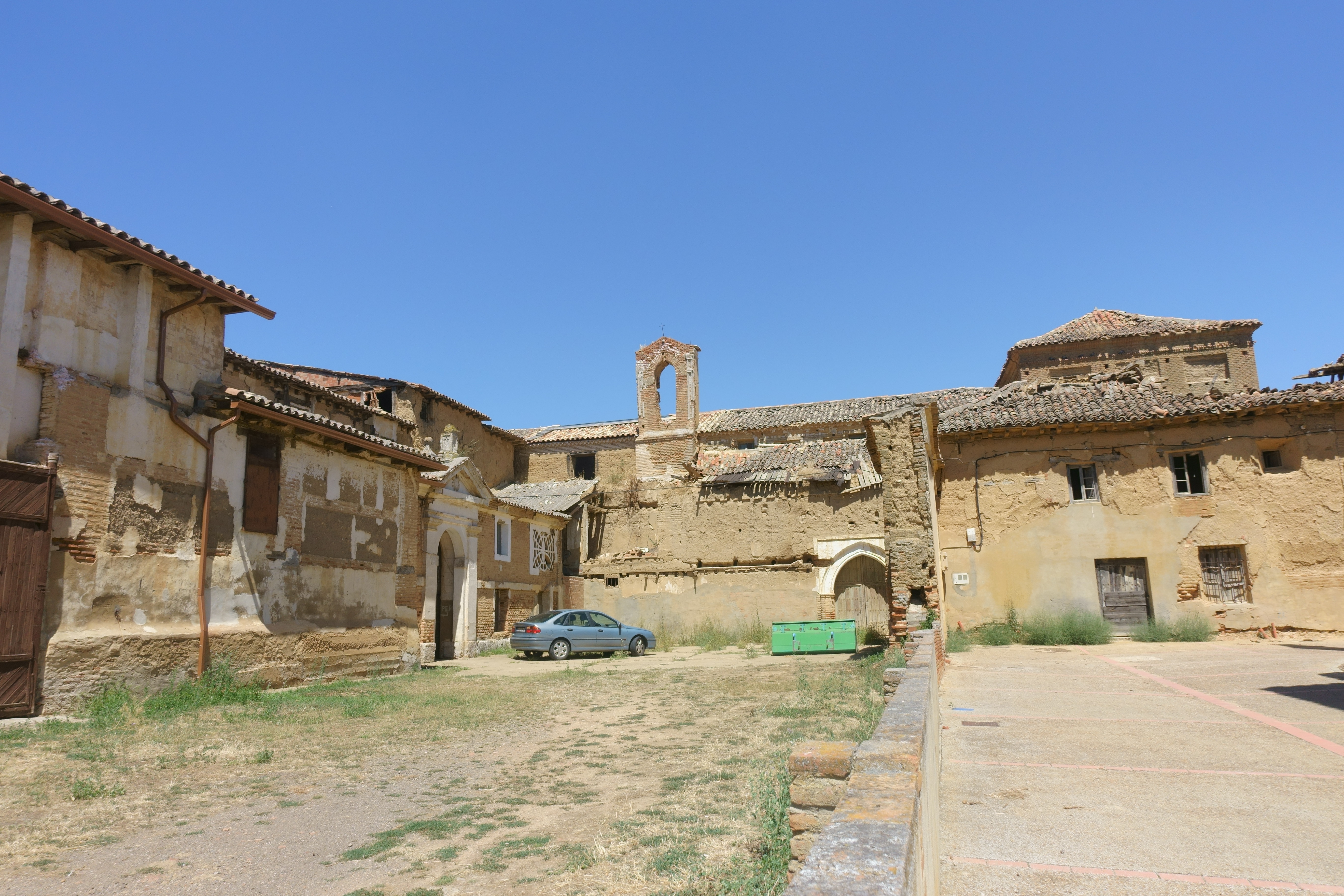
Convento de San Bernardino de Siena

Se basa en la agricultura y la ganadería. Las producciones obtenidas son cereales (trigo, cebada, avena), leguminosas (alfalfa, garbanzos y lenteja pardina). Ganado ovino, principalmente de leche.
El lechazo churro y el pichón de Tierra de Campos son una muestra de los mejores productos de su gastronomía.

## Monumentos
- Iglesia de los Santos Justo y Pastor
- Iglesia de Santa María del Castillo
- Convento de San Bernardino de Siena: de monjas clarisas, fundado por María Fernández de Velasco en 1455. Parte de dicho edificio fue adquirido por magnate William Randolph Hearst.[6] Exclaustrado en 1967, se encuentra muy deteriorado y amenaza ruina.
- Torre del Conjuradero, situada en un pequeño cerro muestra el lugar desde el que,  en la Edad Media, conjuraban a las tormentas enviando las nubes a otras comarcas protegiendo así sus propias cosechas. La construcción actual es reciente, puesto que la anterior quedó destruida.[3]